# 大皮拉河
50°27′31″N 12°29′23″E / 50.4586°N 12.4897°E
大皮拉河是德國的河流，位於該國東部薩克森自由州，處於首都柏林以南240公里，屬於茨維考穆爾德河的右支流，河口附近有鐳礦。